# Identieke tweelingbroers
Identieke tweelingbroers is een hoorspel van Caryll Churchill. Identical Twins dateert van 1968. Coos Mulder vertaalde het en de KRO zond het uit op vrijdag 13 augustus 1971 (met een herhaling op dinsdag 11 juli 1972). De regisseur was Léon Povel. Het hoorspel duurde 48 minuten.

## Rolbezetting
- Jan Borkus (Teddy & Clive)

## Inhoud
Het hoorspel bestaat uit parallelle, intrigerende en later tragische autobiografieën van de tweelingbroers Teddy en Clive. Soms spreken ze in unisono en soms niet. Hun opvattingen en ervaringen zijn soms tegengesteld, maar altijd verstrengeld…